# Bulbophyllum rheedei
Bulbophyllum rheedei är en orkidéart som beskrevs av Kattungal Subramaniam Manilal och Sath.Kumar. Bulbophyllum rheedei ingår i släktet Bulbophyllum och familjen orkidéer. Inga underarter finns listade i Catalogue of Life.